# ムアンペッチャブリー郡
座標: 北緯13度6分43秒 東経99度56分38秒 / 北緯13.11194度 東経99.94389度
ムアンペッチャブリー郡（ムアンペッチャブリーぐん）はタイ中部・ペッチャブリー県にある郡（アムプー）である。ペッチャブリー県の県庁所在地（ムアン）でもある。

## 名称
ペッチャブリーとは、「ダイアの町」を意味する。ペッブリーと略されることもある。

## 歴史
ペッチャブリーにはドヴァーラヴァティー王国時代からの歴史がある。その後、9世紀から12世紀にかけてペッチャブリーはナコーンシータンマラートや中国との貿易で栄えた。その後12世紀から13世紀頃クメール王朝の影響を受け、市内にはワット・カムペーンレーンというクメール遺跡がある。
アユタヤ王朝時代は畿内の第4級国となり、オークプラ・シースリンタルーチャイという官吏が置かれ統治された。ラーマ4世（モンクット）時代にはカオワン宮殿（プラナコーンキーリー）が建てられた。これは、現在プラナコーンキーリー歴史公園として保護されている。
ペッチャブリーは郡として1903年に成立した。できた当時は、郡庁所在地のタムボン・クローンクラチェーンにちなんで、クローンクラチェーン郡と呼ばれていた。その後、1938年、県の名称に合わせてムアンペッチャブリー郡
と改称した。

## 地理
ペッチャブリー川の形成した平地にあり郡内はほぼ平地である。市街地から東に国道3177号線が海に走っており、その海岸部にはチャオサムラーン・ビーチが広がっている。
交通はタイ国鉄や国道4号線が南北に通っており、来たにラーチャブリー方面、南にプラチュワップキーリーカン方面と通じる。

## 経済
郡内の主な産業は農業であり、米、果物、牧畜などが行われている。また、海岸部では漁業も行われている。

## 行政区分
郡内には24のタムボンがあり、さらにその下位に184の村（ムーバーン）が存在する。自治体（テーサバーン）が設置されており以下のようになっている。
- テーサバーンムアン・ペッチャブリー・・・タムボン・ターラープ、タムボン・クローンクラチェーンの全体
- テーサバーンタムボン・ハートチャオサムラーン・・・タムボン・ハートチャオサムラーンの全体
- テーサバーンタムボン・フワサパーン・・・タムボン・フワサパーン、タムボン・ワンタコーの全体

また郡内には18のタムボン行政体が設置されている。以下は郡内のタムボンの一覧である。
1. タムボン・ターラープ・・・ตำบลท่าราบ
2. タムボン・クローンクラチェーン・・・ตำบลคลองกระแชง
3. タムボン・バーンチャーン・・・ตำบลบางจาน
4. タムボン・ナーパンサーム・・・ตำบลนาพันสาม
5. タムボン・トンチャイ・・・ตำบลธงชัย
6. タムボン・バーンクム・・・ตำบลบ้านกุ่ม
7. タムボン・ノンソーム・・・ตำบลหนองโสน
8. タムボン・ライソム・・・ตำบลไร่ส้ม
9. タムボン・ウィエンコーイ・・・ตำบลเวียงคอย
10. タムボン・バーンチャーク・・・ตำบลบางจาก
11. タムボン・バーンモー・・・ตำบลบ้านหม้อ
12. タムボン・トンマムワン・・・ตำบลต้นมะม่วง
13. タムボン・チョンサケー・・・ตำบลช่องสะแก
14. タムボン・ナーウン・・・ตำบลนาวุ้ง
15. タムボン・サムマローン・・・ตำบลสำมะโรง
16. タムボン・ポープラ・・・ตำบลโพพระ
17. タムボン・ハートチャオサムラーン・・・ตำบลหาดเจ้าสำราญ
18. タムボン・フワサパーン・・・ตำบลหัวสะพาน
19. タムボン・トンマプラーオ・・・ตำบลต้นมะพร้าว
20. タムボン・ワンタコー・・・ตำบลวังตะโก
21. タムボン・ポーライワーン・・・ตำบลโพไร่หวาน
22. タムボン・ドーンヤーン・・・ตำบลดอนยาง
23. タムボン・ノーンカナーン・・・ตำบลหนองขนาน
24. タムボン・ノーンプラップ・・・ตำบลหนองพลับ